# Ротенбах (Тирингија)
Ротенбах (њем. Rottenbach) општина је у њемачкој савезној држави Тирингија. Једно је од 39 општинских средишта округа Залфелд-Рудолштат. Према процјени из 2010. у општини је живјело 1.891 становника. Посједује регионалну шифру (AGS) 16073075.

## Географски и демографски подаци
Ротенбах се налази у савезној држави Тирингија у округу Залфелд-Рудолштат. Општина се налази на надморској висини од 280 метара. Површина општине износи 52,2 km². У самом мјесту је, према процјени из 2010. године, живјело 1.891 становника. Просјечна густина становништва износи 36 становника/km².

## Међународна сарадња
| Мјесто | Држава | Врста сарадње | Од    |
| ------ | ------ | ------------- | ----- |
|        | Чешка  | партнерство   | 2005. |
| Извор  |        |               |       |